# Pristimantis frater
Eleutherodactylus frater là một loài động vật lưỡng cư trong họ Strabomantidae, thuộc bộ Anura. Loài này được Werner mô tả khoa học đầu tiên năm 1899.